# Chris Van Hollen
Christopher Van Hollen, Jr., dit Chris Van Hollen, né le 10 janvier 1959 à Karachi (Pakistan), est un homme politique américain. Membre du Parti démocrate, il est élu du Maryland au Congrès des États-Unis depuis 2003, d'abord à la Chambre des représentants, puis au Sénat à partir de 2017.

## Biographie

### Enfance et famille
Van Hollen est né le 10 janvier 1959 à Karachi au Pakistan, puis grandit en Inde et en Turquie. Son père, diplomate, est notamment ambassadeur des États-Unis au Sri Lanka et sa mère travaillait pour le renseignement américain.

### Carrière politique
Van Hollen est membre de la Chambre des délégués du Maryland de 1990 à 1994, avant d'être élu au Sénat de l'État de 1994 à 2002.

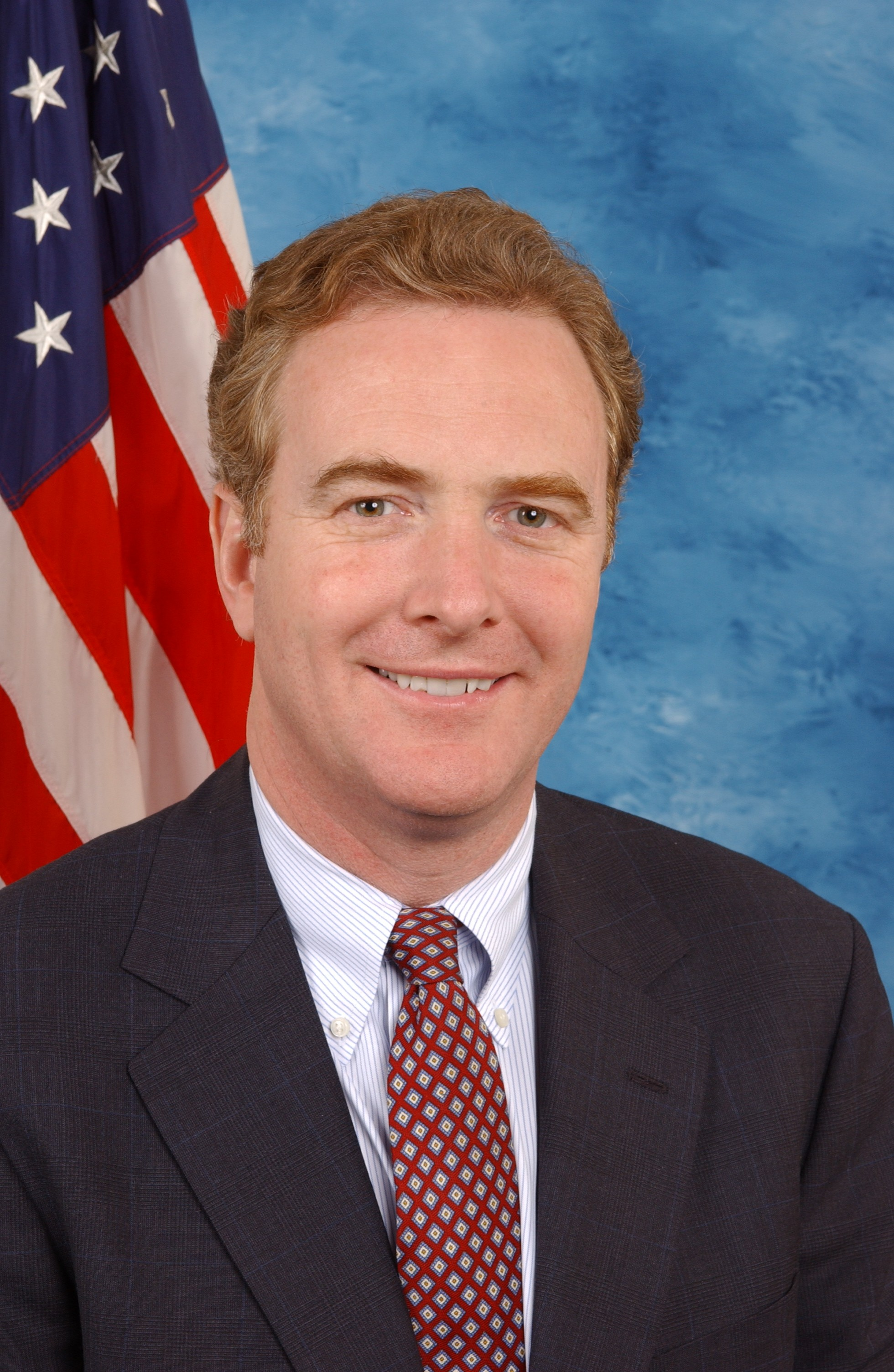
Portrait de Van Hollen à la Chambre fédérale.

En 2002, il se présente aux élections à la Chambre des représentants dans le 8e district congressionnel du Maryland. Il remporte la primaire démocrate face à Mark Shriver, fils d'Eunice Kennedy Shriver, puis bat la représentante républicaine sortante Connie Morella. Il est réélu six fois à ce poste entre 2004 et 2014.
Il préside le comité de campagne des représentants démocrates (en) lors de la victoire législative de 2008 où les démocrates font basculer 21 sièges puis de la défaite aux élections de 2010, où la vague républicaine emporte 63 sièges.
En 2016, il est candidat à la succession de la démocrate Barbara Mikulski au scrutin sénatorial fédéral. Il affronte lors de la primaire démocrate la représentante Donna Edwards. Edwards met en avant son passé de mère célibataire afro-américaine et dépeint Van Hollen comme un législateur du statu quo, trop prompt au compris. En retour, il la qualifie de représentante du « Tea Party de la gauche ». Les deux représentants ont cependant des historiques de votes similaires. Van Hollen reçoit le soutien de l'establishment démocrate et de plusieurs représentants de la communauté afro-américaine. Aidé par des fonds financiers plus importants, Van Hollen bat Edwards avec 53 % des voix contre 39 %,. Pour l'élection générale, il utilise comme arguments principaux de campagne la défense des classes moyennes, des minorités et la lutte contre le changement climatique.
Le 8 novembre 2016, il est élu sénateur par plus de 60 % des voix face à la républicaine Kathy Szeliga (36 % des suffrages) et l'écologiste Margaret Flowers (3 % des voix).
En novembre 2024, il co-écrit une lettre avec la démocrate Sara Jacobs à l'administration Biden, cherchant à bloquer les ventes d'armes offensives aux Émirats arabes unis en raison d'allégations du soutien de l'État du Golfe aux Forces de soutien rapide au Soudan.